# Percy Almstedt
Anders Percival Almstedt (Gotemburgo, 30 de novembro de 1888 — 29 de outubro de 1937) foi um velejador sueco, medalhista olímpico. Ele competiu nos Jogos Olímpicos de Verão de 1920 na classe Cruzador de escolho 40 m² e conquistou a medalha de prata na disputa a bordo do Elsie com Gustaf Svensson, Erik Mellbin e Ragnar Svensson.